# منطقة الراين هونسروك
مِنطقَة الرَّّايِن هونسروك (بالأَلمانِيَّة: Landkreis Rhein-Hunsrück-Kreis) هي دائِرَة أَلمانِيَّة تَّابعة لمُحافظة كُوبلنز في وِلاَية راينلند بالاتينات في جُمهُوريَّة أَلمَانيَا الاِتّحاديّة. بمِساحة تُقَدَّر بحَوالَي 991,12 كم².

## وُصلات خارجيّة
- الصّفحة الرّسميّة لمِنطقَة الرَّّايِن هونسروك (باللُّغَةُ الألمانِيّة).

## مَراجع
1. ↑   https://www.destatis.de/DE/Themen/Laender-Regionen/Regionales/Gemeindeverzeichnis/Administrativ/04-kreise.html. {{استشهاد ويب}}: |url= بحاجة لعنوان (مساعدة) والوسيط |title= غير موجود أو فارغ (من ويكي بيانات) (مساعدة)
2. ↑  GeoNames (بالإنجليزية), 2005, QID:Q830106